# Michou d'Auber
Michou d'Auber är en fransk film från 2007 regisserad av Thomas Gilou.

## Handling
Messaoud blir fosterbarn hos en kvinna som döljer hans arabiska ursprung för sin make genom att döpa om honom och blondera hans hår. Han vinner snart deras hjärtan och bidrar kanske till att rädda deras äktenskap.

## Om filmen
Filmen hade världspremiär vid Filmfestivalen i Berlin den 9 februari 2007.

## Rollista
- Gérard Depardieu – Georges
- Nathalie Baye – Gisèle
- Mathieu Amalric – Jacques
- Samy Seghir – Messaoud/Michou
- Medy Kerouani – Abdel
- Mohamed Fellag – Akli

### Webbkällor
- Michou d'Auber på Internet Movie Database (engelska)